# Satoshi Tokizawa
Satoshi Tokizawa (japanisch 常澤 聡 Tokizawa Satoshi; * 31. Juli 1985 in der Präfektur Gunma) ist ein japanischer Fußballspieler.

## Karriere
Tokizawa erlernte das Fußballspielen in der Schulmannschaft der Maebashi Ikuei High School. Seinen ersten Vertrag unterschrieb er 2004 bei Tokyo Verdy. Der Verein spielte in der höchsten Liga des Landes, der J1 League. Am Ende der Saison 2005 stieg der Verein in die J2 League ab. 2007 wechselte er zum Ligakonkurrenten Thespa Kusatsu (heute: Thespakusatsu Gunma). Für den Verein absolvierte er 44 Ligaspiele. 2011 wechselte er zum Ligakonkurrenten FC Tokyo. 2011 wurde er mit dem Verein Meister der J2 League und stieg in die J1 League auf. 2013 wechselte er zum Zweitligisten Montedio Yamagata. Für den Verein absolvierte er 35 Ligaspiele. 2015 wechselte er zum Ligakonkurrenten FC Gifu. Für den Verein absolvierte er 25 Ligaspiele. 2018 wechselte er zum Drittligisten Thespakusatsu Gunma. Der Viertligist FC Maruyasu Okazaki aus Okazaki nahm ihn im Januar 2019 unter Vertrag. Hier stand er bis Ende der Saison 2022 unter Vertrag. Für den bestritt er fünf Ligaspiele. Im Januar 2023 nahm ihn der Regionalligist Wyvern Kariya unter Vertrag. Mit dem Verein aus Kariya spielt er in der fünften Liga, der Tokai Soccer League (Div.1).

## Erfolge
Tokyo Verdy
- Japanischer Pokalsieger: 2004

FC Tokyo
- Japanischer Pokalsieger: 2011

Montedio Yamagata
- Japanischer Pokalfinalist: 2014